# Provinz Verona

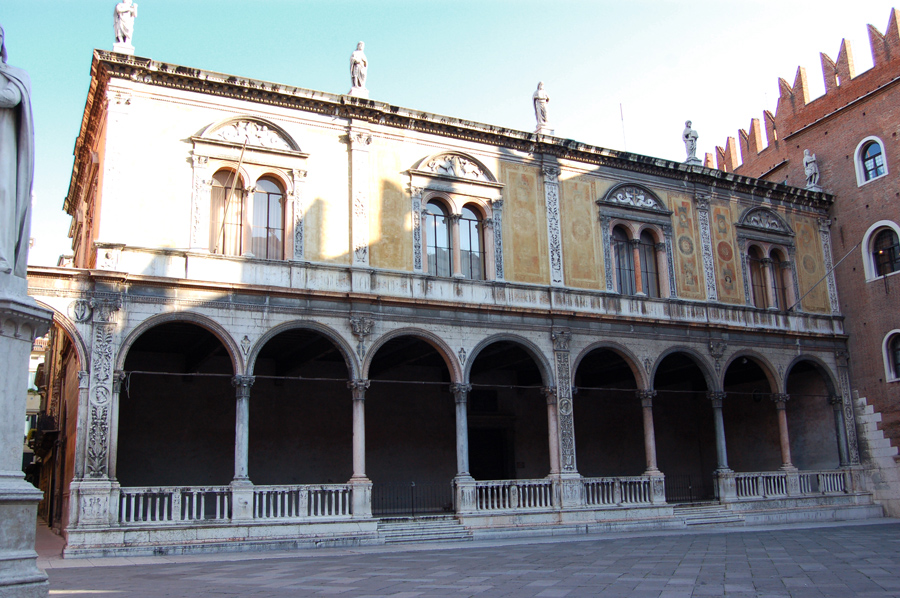
Die Loggia del Consiglio in Verona, Verwaltungssitz der Provinz Verona

Die Provinz Verona (italienisch Provincia di Verona) ist eine italienische Provinz in der Region Venetien mit 926.970 Einwohnern (Stand 31. Dezember 2023).

## Geographie
Die Provinz Verona hat eine Fläche von 3121 km². Sie grenzt im Norden an die Provinz Trient (Region Trentino-Südtirol), im Osten an die Provinzen Vicenza und Padua, im Süden an die Provinz Rovigo, im Süden und Westen an die Provinzen Mantua und Brescia in der Region Lombardei.

## Größte Gemeinden
Die Provinz Verona besitzt 98 Gemeinden, die zehn größten sind mit Stand 31. Dezember 2023:
| Gemeinde               | Einwohner |
| ---------------------- | --------- |
| Verona                 | 255.298   |
| Villafranca di Verona  | 32.928    |
| San Giovanni Lupatoto  | 25.307    |
| Legnago                | 25.651    |
| San Bonifacio          | 21.422    |
| Bussolengo             | 20.867    |
| Sona                   | 17.585    |
| Pescantina             | 17.538    |
| Cerea                  | 16.897    |
| Negrar di Valpolicella | 16.503    |

Die flächenmäßig größte Gemeinde ist mit 206,63 km² Verona, die kleinste mit 7,92 km² Concamarise. Die Gemeinde San Giovanni Lupatoto besitzt mit 1333 Einwohnern pro km² die größte Bevölkerungsdichte, die kleinste hat Ferrara di Monte Baldo mit 10 Einwohnern pro km². Letztere weist mit nur 259 Einwohnern zugleich die wenigsten Einwohner in der Provinz Verona auf. Die Gemeinde mit dem höchsten Jahresdurchschnittseinkommen pro Kopf war 2021 Verona mit 26.916 Euro, die mit dem niedrigsten Velo Veronese mit 15.638 Euro.
Seit dem Anschluss an das Königreich Italien im Jahr 1866 wurden in der Provinz Verona 20 Gemeinden aufgelöst, davon lediglich eine – Bevilacqua-Boschi – 1947 nach der Gründung der Republik.